# آرمان هوهانیسیان (خواننده)
آرمان مانوکی هوهانیسیان (ارمنی: Արման Մանուկի Հովհաննիսյան زادهٔ ۱۲ مهٔ ۱۹۸۰) خواننده اهل ارمنستان است. وی از سال ۱۹۹۶ میلادی تاکنون مشغول فعالیت بوده است.

## زندگی‌نامه
وی در ۱۲ مه ۱۹۸۰ در ماسیس به دنیا آمد و از کنسرواتوار دولتی کومیتاس ایروان فارغ‌التحصیل گشت. همچنین برندهٔ جوایزی همچون هنرمند افتخاری جمهوری ارمنستان (۲۰۱۲) شده است.